# La Puebla de Roda
La Puebla de Roda (La Pobla de Roda en catalán ribagorzano), es la capital del municipio de Isábena, en la comarca de Ribagorza, en la provincia de Huesca, Aragón, España. Se encuentra sobre un pequeño montículo en la margen derecha del río Isábena.

## Demografía
| Gráfica de evolución demográfica de La Puebla de Roda entre 1842 y 1960 |
| |
| Población de derecho según los censos de población del INE Población de hecho según los censos de población del INEEntre el censo de 1970 y el anterior, este municipio desaparece porque se agrupa en el municipio Isabena |

El año 1964 la Puebla de Roda se fusionó con Roda de Isábena para formar el actual municipio, conservando la Puebla la capitalidad (por el Decreto 4003/64 de 3 de diciembre). En 1991 tenía una población de 165 habitantes.

## Patrimonio

### Monumentos civiles
- Puente de la Luz: puente medieval con tres ojos. En el camino a San Esteban de Mall frente a la población. REF . 13-INM-HUE-004-129-5
- Casa Salinas 1-INM-HUE-004-129-036

### Patrimonio religioso
- Pilaret de San Antonio B.I.C. 1-INM-HUE-004-129-032
- Crucero del siglo XVI B.I.C. 1-INM-HUE-004-129-031